# Eustaquio Escandón y Barrón
José Eustaquio Luis Francisco Escandón y Barrón (n. 25 de enero de 1862; París - m. 22 de diciembre de 1933) fue un jugador de polo mexicano en los Juegos Olímpicos de París 1900 con el equipo que ganó la medalla de bronce.
Nació en París, Francia en el seno de una familia mexicana muy adinerada que se dedicaba a la industria lanera, tenía cuatro hermanas y tres hermanos, dos de los hermanos eran Manuel y Pablo, quienes competirán con él en el verano de 1900.
En París 1900 formó parte de la selección mexicana de polo que obtuvo la medalla de bronce. Jugó junto a sus dos hermanos y William Hayden Wright.
El torneo de polo de ese año contó con cinco equipos compitiendo, la mayoría de nacionalidades mixtas, fueron el Bagatelle Polo Club de París, BLO Polo Club Rugby, Compiégne Polo Club, los eventuales ganadores Foxhunters Hurlingham y el equipo mexicano (el único sin nombre de equipo, pero que suele ser referido por algunas fuentes como "Norteamérica").
A pesar de perder su único partido contra el BLO Polo Club Rugby, quedaron empatados con el Bagatelle Polo Club de París, y como las reglas no estipulaban un desempate por el tercer puesto, ambos se adjudicaron el tercer lugar, sin embargo, su medalla de bronce no se reconoció hasta tiempo después, ya que en aquel entonces los ganadores recibían una medalla de plata en lugar de la actual de oro y era el segundo lugar el que recibía el bronce, pero cuando se establecieron las reglas actuales, se actualizaron los resultados anteriores y se entregaron oficialmente las medallas.
Escandón se casó dos veces, por primera vez en 1884 en París, y después de la muerte de su esposa en 1910, se volvió a casar en 1911 en Londres.